# Río Cheakamus
El río Cheakamus es un afluente del río Squamish, que nace en las laderas occidentales del Pico Outlier en el parque provincial  Garibaldi, aguas arriba del lago Cheakamus, en las afueras sudorientales de la zona turística de Whistler. El río desemboca en el lago Cheakamus y fluye luego hacia el noroeste hasta que gira hacia el sur y entra en el lago Daisy. Entre la salida del lago Daisy y su desembocadura, gran parte de su longitud pasa por el Cañón Cheakamus, donde el río fluye a través de grandes rápidos e incluso una cascada de buen tamaño. El río fluye hacia el sur del lago y a través del cañón antes de unirse al río Squamish en Cheekye, a unos pocos kilómetros al norte de la ciudad de Squamish. El nombre del río es una anglicización del nombre de Chiyakmesh ("pueblo de la presa de peces"), un asentamiento del pueblo Squamish y una reserva de la Nación Squamish. 
A los 70 km de longitud del Cheakamus le atraviesan la autopista 99 de la Columbia Británica  y el ferrocarril de la Columbia Británica. El Cheakamus es una ruta de rafting y kayak en aguas bravas, y es conocido por la pesca de la trucha arco iris y el salmón. Gran parte del caudal del Cheakamus superior se desvía desde el Lago Daisy, bajo las montañas, hacia el oeste hasta la central eléctrica de Cheakamus en el Río Squamish. Notablemente, justo al norte de Daisy Lake es Brandywine Falls. El complejo de eventos nórdicos de las Olimpiadas de Invierno de 2010 estaba situado en el Arroyo Callaghan, un afluente del Cheakamus justo aguas arriba del Arroyo Brandywine. 

## Afluentes más grandes
- Callaghan Creek y Callaghan Valley
- Brandywine Creek
- Río Cheekye

## Descarrilamiento del río Cheakamus
El 5 de agosto de 2005, un tren de la Canadian National Railway, que se dirigía al interior desde Brackendale, descarriló y nueve vagones planos de madera vacíos junto con un vagón cisterna de hidróxido de sodio se estrellaron contra el puente principal, cayendo al río. El vagón cisterna derramó su contenido en el río, matando a más de 500.000 peces. Seis años más tarde, un canal local de noticias de Vancouver informó sobre la recuperación de la  pesca en el río. 